# Luis Manuel Fernández Portocarrero

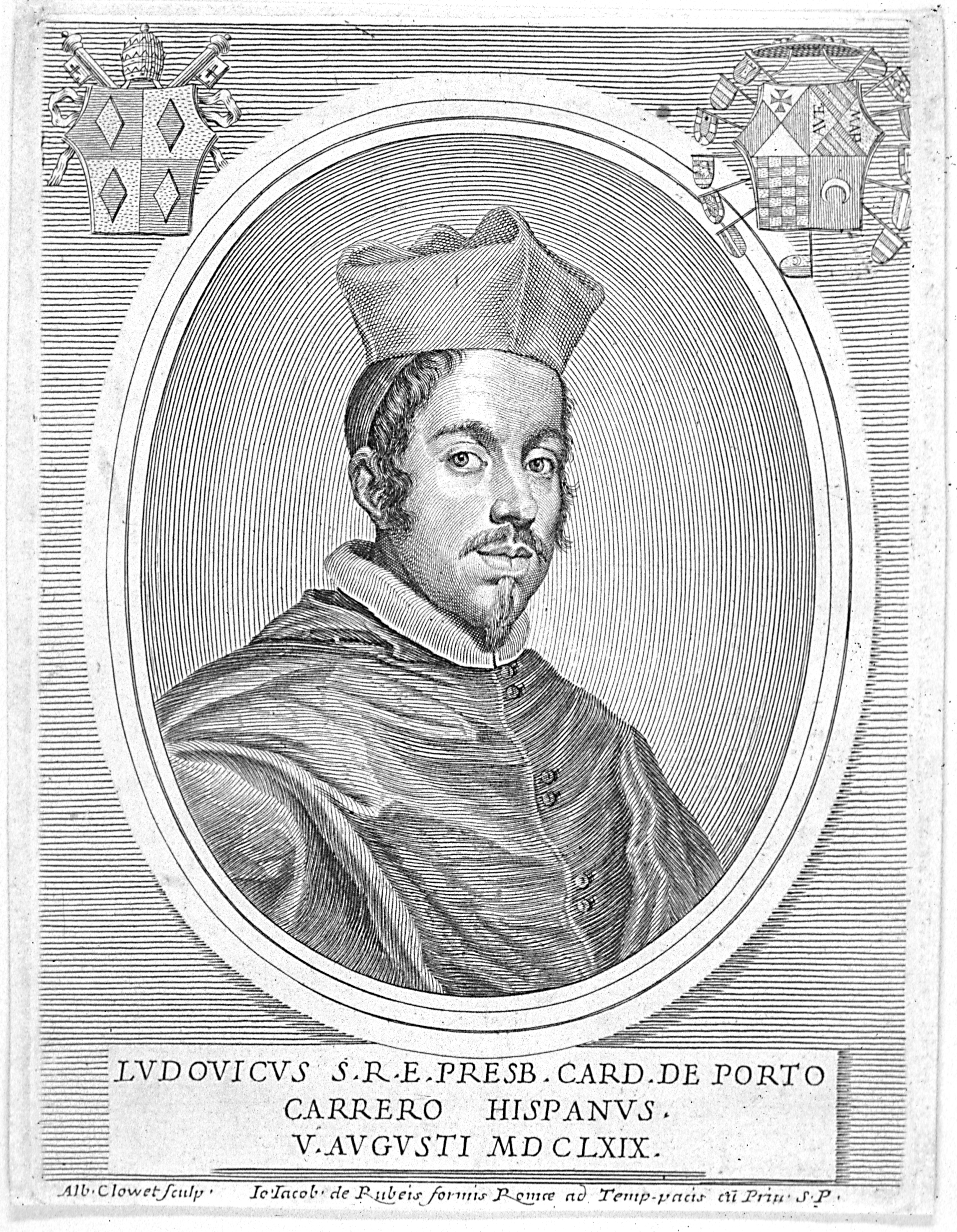
El cardenal Portocarrero, circa 1669.

Luis Manuel Fernández de Portocarrero-Bocanegra y Moscoso-Osorio (Palma del Río, 8 de gener de 1635 - Toledo; 14 de setembre de 1709), eclesiàstic i polític espanyol.
Cardenal de 1669, virrei interí de Sicília el 1677, arquebisbe de Toledo i conseller d'Estat durant el regnat de Carles II. Va estar a càrrec del govern d'Espanya durant l'agonia del rei Carles II (com Lloctinent i Governador del Regne) i durant l'absència del rei Felip V per la Guerra de Successió (com a Governador del Regne). A més a més, va formar part de la Junta de Govern que es va ocupar dels assumptes d'estat des de la mort de Carles II fins a l'arribada a Espanya de Felip. Va ser un personatge amb una gran influència a la política de la Corona espanyola, donada la seva posició privilegiada dintre de la cort de l'època.

## Biografia
Segon fill del marquès d'Almenara, va estudiar a la universitat de Toledo. Fou nomenat cardenal el 1669. La seva influència a la cort va ser considerada com una amenaça per la reina mare Maria Anna d'Àustria i per l'infant Joan Josep d'Àustria, que el 1677 van disposar el seu allunyament designant-li virrei de Sicília, en les funcions del qual va haver d'acarar la revolta de Messina, en la que els sicilians comptaven amb el suport militar de les tropes franceses. El 1678 se'l va destinar a l'ambaixada espanyola a Roma.
Al setembre de 1679 va tornar a Espanya per ocupar-se dels assumptes de govern a Madrid.
Va afrontar en els últims anys del regnat de Carles II al problema successori, ja que el rei després d'haver contret matrimoni per dues vegades no havia pogut engendrar un hereu que continués la dinastia dels Habsburg espanyols. Portocarrero, en adonar-se'n de la impossibilitat que arribés al món tan anhelat hereu a causa dels problemes de salut del monarca es va posicionar a favor del testament que llegava a Josep Ferran de Baviera la corona espanyola, però la precipitada defunció d'aquest quan encara era un nen li va fer canviar d'opinió i decantar-se per un net de Lluís XIV, Felip, el duc d'Anjou, que seria conegut més tard com Felip V i que regnaria a Espanya durant quaranta-sis anys estant el primer monarca a Espanya de la casa reial de Borbó, procedent del Regne de França.
Portocarrero va prendre aquesta decisió de donar suport el candidat francès, ja que creia que aquesta era l'única manera de salvaguardar la integritat territorial espanyola aliant-se amb l'home més poderós a l'Europa del segle xvii, Lluís XIV, el Rei Sol. En morir Carles II al novembre de 1700, es va desencadenar un greu conflicte bèl·lic a tot el continent entre Felip i el candidat austríac, l'arxiduc Carles d'Habsburg que defensava els seus drets a la corona al·legant el seu parentesc amb la família reial espanyola. La guerra de successió espanyola va finalitzar amb ell tractat d'Utrecht reconeixent Felip com legítim rei, renunciant aquest alhora al Milanesat, Regne de Nàpols, Regne de Sardenya i a Holanda espanyols que passarien a les mans de l'arxiduc Carles, convertit en emperador del Sacre Imperi Romanogermànic després de la mort del seu pare, l'emperador Leopold I i del seu germà gran Josep I. Només arribar a Irun el 23 de gener de 1701, i abans de ser coronat, Felip V ja va nomenar Portocarrero virrei de Catalunya per tal de mantenir-lo allunyat de les intrigues polítiques de la cort. Portocarrero, irritat, es va sentir poc recompensat per l'ajut que havia prestat al nou monarca i es va rebel·lar contra ell donant un suport velat a l'austriacisme. Malgrat això a Catalunya Portocarrero no tingué una gestió gens fàcil, ja que els tres comuns no el van reconèixer fins al 2 de març, i després es va veure immers en els nombrosos conflictes entre aquests i la monarquia, com ara el cas d'Arnald Jäger.
Finalment Felip V el va desterrar de la cort a Toledo, on va morir el 1709.